# 川古のクス

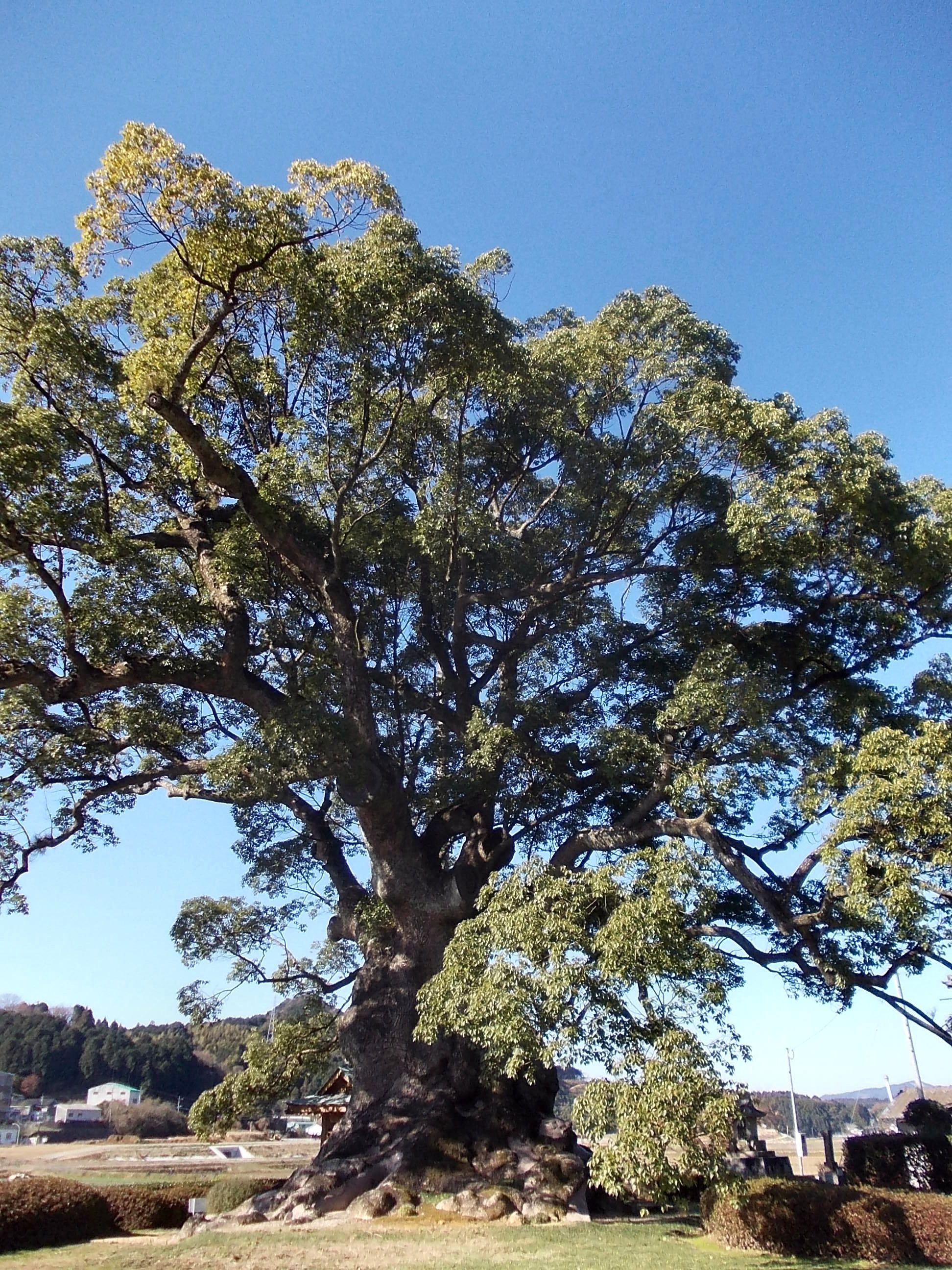
川古のクス。
2012年12月13日撮影。

川古のクス（かわごのクス）は、佐賀県武雄市若木町川古にある、国の天然記念物に指定されたクスノキの巨樹である。クスノキの巨樹として、特に主幹の太さが日本国内有数のものであることから、1924年（大正13年）12月9日に国の天然記念物に指定された。
環境省自然環境局が2001年（平成13年）に行った緑の国勢調査の「巨樹ランキング」によれば、川古のクスは日本国内第5位にランクするほどの巨樹である。樹齢は3,000年を超えるものと推定されており、クスノキの老樹によく見られるように、地中にあった根が地上に隆起して張り出しているため根と幹の境目が判然とせず、主幹下部から根元にかけて瘤が多数あり、凹凸のある岩のような複雑な形状をしている。幹周は21メートル、樹高25.0メートル、枝張り東西、南北それぞれ27メートルもある。
佐賀県ではクスノキが「県の木・県の花」に選定されているなど県民と本樹は古くから所縁が深く、佐賀県内の各所にはクスノキの巨樹や老木が多数生育しており、それらの中でも川古のクスは最大のもので、現地案内表示や各種観光案内を含め、地域住民の間では「川古の大楠」または「川古大楠」と呼ばれ、本樹そのものが信仰の対象とされ長年にわたり手厚く保護されてきた。

## 解説

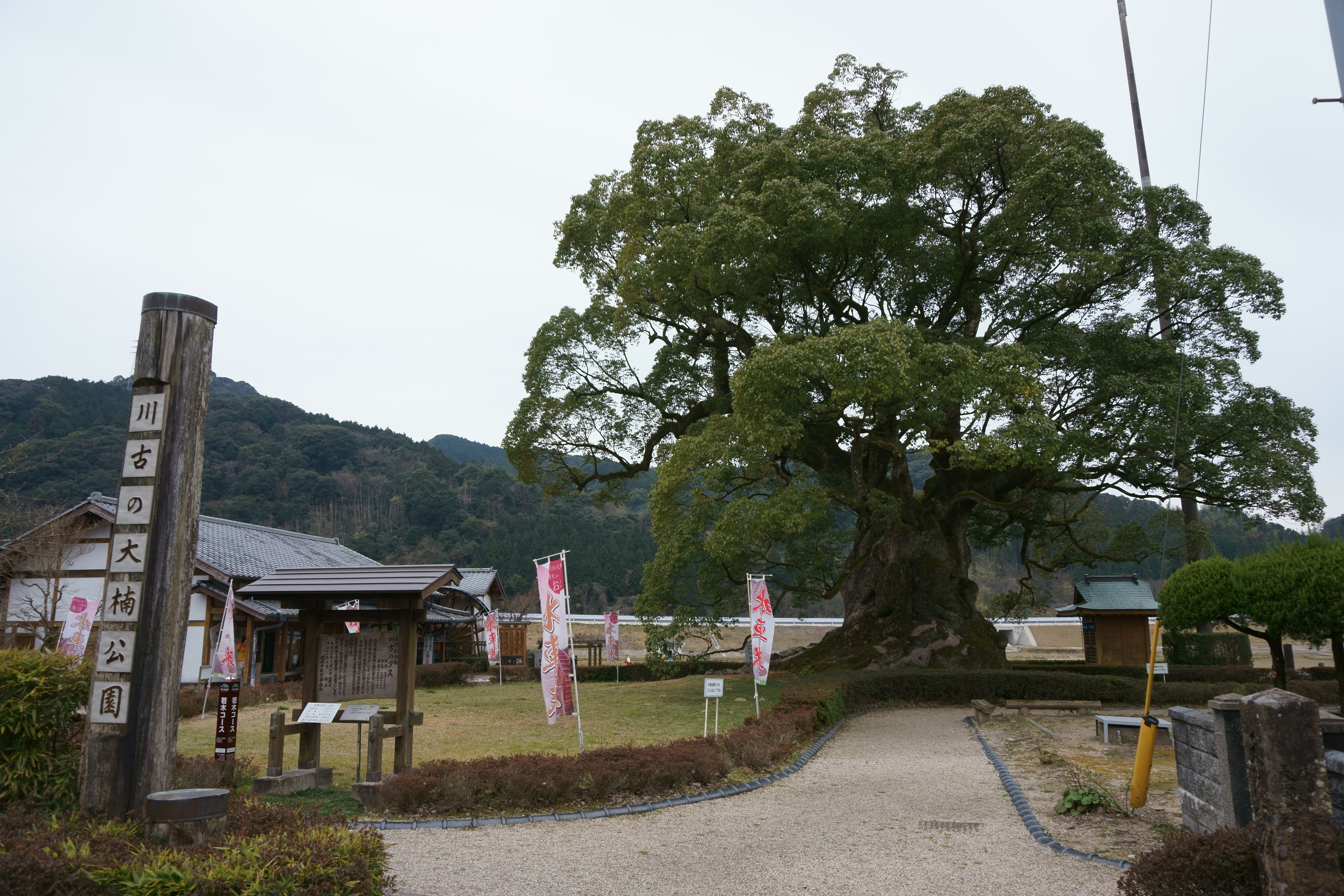
川古のクス。周辺は「川古の大楠公園」として整備されている。
2017年3月18日撮影。

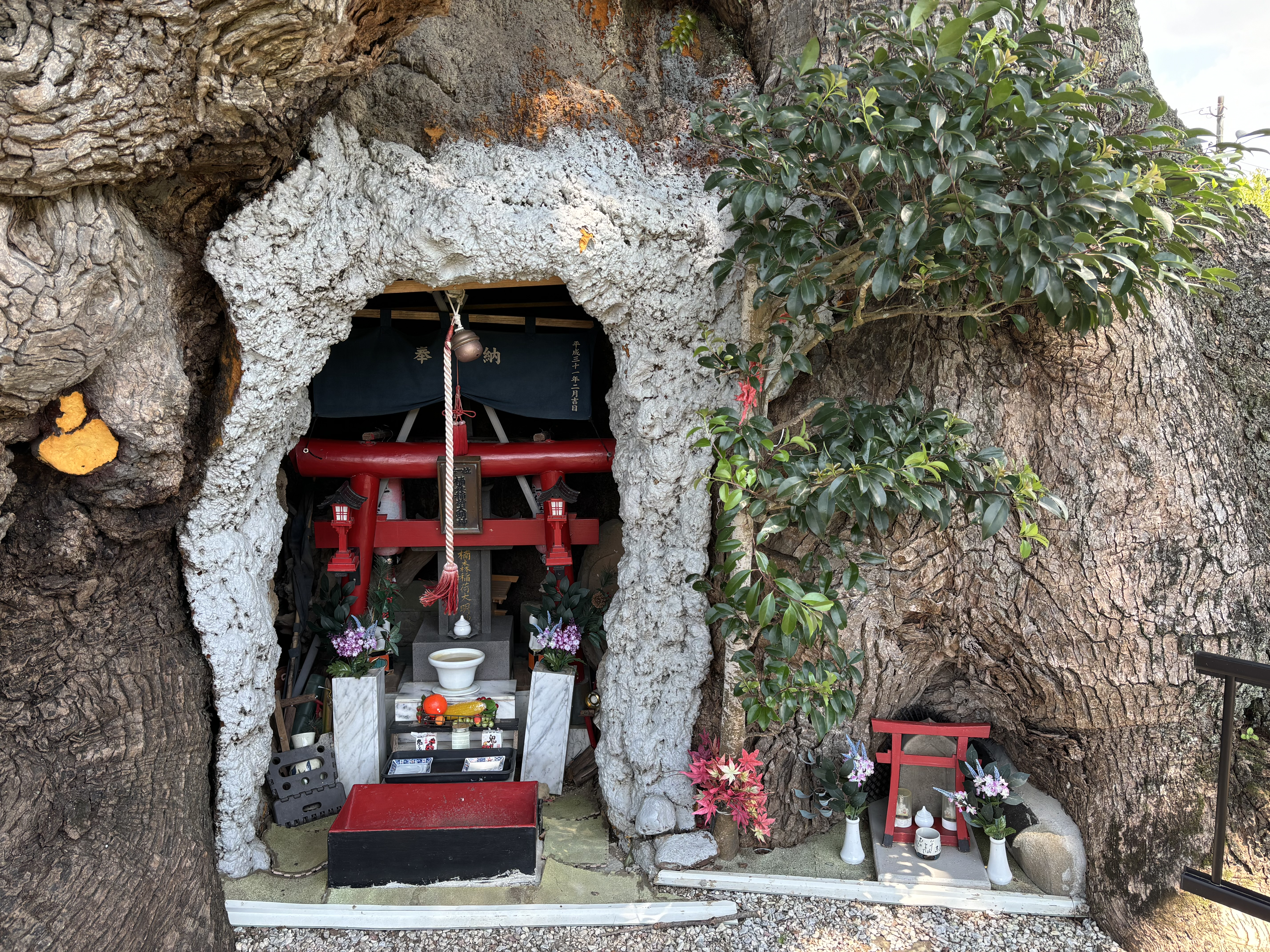
川古の大楠のうろに祀られている楠森稲荷

川古のクスは佐賀県中西部の武雄市若木町川古（わかきまちかわご）の「川古の大楠公園」に生育するクスノキ（楠、樟）の巨樹老木で、武雄市と伊万里市を結ぶ国道498号のバイパス道路若木バイパスから東へ少し入った場所に所在する。「川古の大楠公園」は1995年（平成7年）に川古のクス周辺の整備事業として新たに造営された都市公園であるが、公園として整備される以前は若木町大字川古の小字皿宿地区の氏神である日子神社（ひこ、ひのこ）の境内であった場所であり、そのため本樹の所在地について過去の複数の文献資料では「日子神社の境内に生育する」と記載されている。
前述したように根部が地上に隆起しているため、根と幹の境が判然としていないものの、日本国内における巨樹ランク5位となった環境省の緑の国勢調査の計測は原則として、比較調査対象の各樹木の地上1.3メートルの高さの幹囲が計測されることになっており、その計測によれば川古のクスの幹囲21メートルであった。また、地上2メートルの高さの幹囲は12.5メートル、4メートルの高さでは11.4メートル、根回りは資料により異なるが33メートルから35メートル、根部から主幹にかけて大小の瘤状の隆起が多数みられ、地上約5メートルのところで、東、西、西南の方向へ3本の枝が分かれている。このうち南西側の枝は枯損しており、東と西の枝が高く伸び、樹高は約25メートルから26メートル、枝張りは東西、南北それぞれの方向へ約27メートルに達してる。
主幹は内部が空洞化しており、稲荷の石碑が祀られているといい、根元の南側にあった空洞の開口部は樹脂で補修されている。このクスノキには多種多様な植物が着生、寄生しており、枝部にはボウラン、ノキシノブ、マメヅタなどが多数着生し、幹部の腐朽した部分にはネズミモチ、シュロ、ハゼノキが寄生し芽生えている。
伝承によれば奈良時代の著名な僧侶である行基がこの地を訪れた際、当樹の幹に像高2.4メートルもの観音像を直接刻んだと伝えられていたが、明治維新直後の廃仏毀釈にあい削り取られてしまったという。その際、観音像の頭部から鋳造で出来た4センチほどの六臂観音像（如意輪観音）が現れ、主幹の空洞入口に祀られた。廃仏毀釈により削り取られた主幹の観音像は、顔や衣服などの細かな彫刻部が失われてしまったが、かろうじて仏像らしきものが判別できていたものの、1987年（昭和62年）の台風によって剥離してしまったという。
川古のクスの周辺が「川古の大楠公園」として1995年（平成7年）に整備された際、樹木医らによるクスノキ本体の治療が行われ、主幹の空洞化進行の抑制や根回り周辺の土壌改良、避雷針の設置などが行われた。また、空洞に祀られていた六臂観音像は「川古のクス幹彫り観音立像」として、武雄市の重要文化財に指定され、クスノキに隣接した北西側に建てられた小さな仏堂に安置されている。
佐賀県にある国の天然記念物に指定されたクスノキは本樹のみであるが、県や市町単位の天然記念物に指定されたクスノキの巨樹老木が複数あるなど、佐賀県内各所にはクスノキが多く生育しており、諸説ある佐賀の地名の由来について、奈良時代初期に編纂された肥前国（現、佐賀県および長崎県）の風土記である『肥前国風土記』の中で、クスノキが「栄えて」いるのを見た日本武尊が、この地を「栄国」と呼ぶように、と言ったことによるという伝承があり、前述したように佐賀県の「県の木・県の花」に選定されているなど、佐賀県とクスノキには深い縁がある。

## 交通アクセス
所在地
- 佐賀県武雄市若木町大字川古7843[9]。

交通
- JR九州佐世保線 武雄温泉駅からコミュニティバス乗車・桃川線（温泉タクシー）桃川駅行き乗車、川古バス停下車、徒歩2分[9]。
- 長崎自動車道武雄北方インターチェンジより国道498号経由、車で約10分[9]。